# Walter Hammer (Jurist)
Walter Hammer (* 5. August 1924; † 13. Oktober 2000) war ein deutscher Jurist im Kirchendienst. Von 1966 bis 1989 war er Präsident der Kirchenkanzlei  (seit 1983: Kirchenamt) der Evangelischen Kirche in Deutschland (EKD).

## Im Dienst der EKD
Walter Hammer diente der EKD 31 Jahre lang, zunächst als Finanzreferent, dann als Leiter der Nebenstelle der Kirchenkanzlei in Berlin. 1966 wurde Hammer zum Präsidenten der Kirchenkanzlei der EKD berufen. Nach 23 Jahren an der Spitze der Kanzlei bzw. Kirchenamt trat er 1989 in den Ruhestand. Hammer unterstützte die Bemühungen um eine Reform der Grundordnung der EKD Anfang der 1970er Jahre und machte sich um den Ost-West Dialog verdient.